# Manuel Garrido López
Manuel Garrido López (Morón de la Frontera 15 de noviembre de 1924 - Sevilla 15 de septiembre de 2018) fue un autor de sevillanas, considerado de los más relevantes de la segunda mitad del siglo XX. Entre sus éxitos se incluyen las Sevillanas del adiós y Pasa la vida.
Nació en la localidad de Morón de la Frontera en la provincia de Sevilla y estudió en el colegio de los salesianos. Se estableció en Sevilla en 1951, y durante su vida compaginó su labor como autor de sevillanas con la de empleado del Banco Central, en el que trabajó durante 37 años. 
En los años cincuenta empezó a colaborar en las «Galas Juveniles» de Radio Sevilla, como actor y autor. En los años sesenta, formó el dúo «Los Giraldillos» con Manuel García y Manuel Alfaro y comenzó a escribir sevillanas, en un momento en el que este género no gozaba de un buen momento. Fue autor de cientos de sevillanas y otras canciones, entre las que destacan las sevillanas del Adiós compuesta en colaboración con Manuel García y que fueron cantadas por los Amigos de Gines en 1975 y Pasa la vida, adaptada por Pata Negra.